# Prodotti agroalimentari tradizionali abruzzesi
I prodotti agroalimentari tradizionali abruzzesi (PAT) riconosciuti dal Ministero delle politiche agricole alimentari e forestali, su proposta della Regione Abruzzo, ed aggiornati al 29 febbraio 2024 (24º elenco), sono i seguenti:
| N.  | Immagine | Definizione (dati ufficiali del Ministero delle politiche agricole alimentari e forestali)      | Settore                                                                                             |
| --- | -------- | ----------------------------------------------------------------------------------------------- | --------------------------------------------------------------------------------------------------- |
| 1   |          | Centerba o Cianterba                                                                            | Bevande analcoliche, distillati e liquori                                                           |
| 2   |          | Liquore di genziana, amaro di genziana, digestivo di genziana                                   | Bevande analcoliche, distillati e liquori                                                           |
| 3   |          | Liquore allo zafferano                                                                          | Bevande analcoliche, distillati e liquori                                                           |
| 4   |          | Mosto cotto                                                                                     | Bevande analcoliche, distillati e liquori                                                           |
| 5   |          | Ponce, punce, punk                                                                              | Bevande analcoliche, distillati e liquori                                                           |
| 6   |          | Ratafià o Rattafia                                                                              | Bevande analcoliche, distillati e liquori                                                           |
| 7   |          | Vino cotto o Vin cuott o Vin cott                                                               | Bevande analcoliche, distillati e liquori                                                           |
| 8   |          | Annoia                                                                                          | Carni (e frattaglie) fresche e loro preparazione                                                    |
| 9   |          | Arrosticini                                                                                     | Carni (e frattaglie) fresche e loro preparazione                                                    |
| 10  |          | Capra alla neretese                                                                             | Carni (e frattaglie) fresche e loro preparazione                                                    |
| 11  |          | Coppa di testa, La Coppa                                                                        | Carni (e frattaglie) fresche e loro preparazione                                                    |
| 12  |          | Guanciale amatriciano                                                                           | Carni (e frattaglie) fresche e loro preparazione                                                    |
| 13  |          | Capelomme                                                                                       | Carni (e frattaglie) fresche e loro preparazione                                                    |
| 14  |          | Micischia, Vilischia, Vicicchia, Mucischia                                                      | Carni (e frattaglie) fresche e loro preparazione                                                    |
| 15  |          | Mortadella di Campotosto, Coglioni di mulo                                                      | Carni (e frattaglie) fresche e loro preparazione                                                    |
| 16  |          | Nnuje teramane                                                                                  | Carni (e frattaglie) fresche e loro preparazione                                                    |
| 17  |          | Porchetta abruzzese                                                                             | Carni (e frattaglie) fresche e loro preparazione                                                    |
| 18  |          | Prosciuttello                                                                                   | Carni (e frattaglie) fresche e loro preparazione                                                    |
| 19  |          | Salame abruzzese, salame nostrano, salame artigianale, salame tradizionale, salame tipico       | Carni (e frattaglie) fresche e loro preparazione                                                    |
| 20  |          | Salame Aquila                                                                                   | Carni (e frattaglie) fresche e loro preparazione                                                    |
| 21  |          | Salamelle di fegato al vino cotto                                                               | Carni (e frattaglie) fresche e loro preparazione                                                    |
| 22  |          | Salsiccia di fegato                                                                             | Carni (e frattaglie) fresche e loro preparazione                                                    |
| 23  |          | Salsiccia di fegato con miele                                                                   | Carni (e frattaglie) fresche e loro preparazione                                                    |
| 24  |          | Salsiccia di maiale sott'olio                                                                   | Carni (e frattaglie) fresche e loro preparazione                                                    |
| 25  |          | Salsicciotto di Pennapiedimonte                                                                 | Carni (e frattaglie) fresche e loro preparazione                                                    |
| 26  |          | Salsicciotto frentano, salsicciotto, saiggicciott, sauccicciott                                 | Carni (e frattaglie) fresche e loro preparazione                                                    |
| 27  |          | Soppressata, salame pressato, schiacciata, salame Aquila                                        | Carni (e frattaglie) fresche e loro preparazione                                                    |
| 28  |          | Tacchino alla canzanese                                                                         | Carni (e frattaglie) fresche e loro preparazione                                                    |
| 29  |          | Tacchino alla neretese                                                                          | Carni (e frattaglie) fresche e loro preparazione                                                    |
| 30  |          | U Sprusciat di Pizzoferrato                                                                     | Carni (e frattaglie) fresche e loro preparazione                                                    |
| 31  |          | Ventricina teramana                                                                             | Carni (e frattaglie) fresche e loro preparazione                                                    |
| 32  |          | Ventricina vastese, del vastese, vescica, ventricina di guilmi, muletta                         | Carni (e frattaglie) fresche e loro preparazione                                                    |
| 33  |          | Cacio di vacca bianca, caciotta di vacca                                                        | Formaggi                                                                                            |
| 34  |          | Caciocavallo abruzzese                                                                          | Formaggi                                                                                            |
| 35  |          | Caciofiore aquilano                                                                             | Formaggi                                                                                            |
| 36  |          | Caciotta vaccina frentana, formaggio di vacca, casce d' vacc                                    | Formaggi                                                                                            |
| 37  |          | Caprino abruzzese, formaggi caprini abruzzesi                                                   | Formaggi                                                                                            |
| 38  |          | Formaggi e ricotta di stazzo                                                                    | Formaggi                                                                                            |
| 39  |          | Giuncata vaccina abruzzese o Sprisciocca                                                        | Formaggi                                                                                            |
| 40  |          | Giuncatella abruzzese                                                                           | Formaggi                                                                                            |
| 41  |          | Incanestrato di Castel del Monte                                                                | Formaggi                                                                                            |
| 42  |          | Pecorino d'Abruzzo                                                                              | Formaggi                                                                                            |
| 43  |          | Pecorino di Atri                                                                                | Formaggi                                                                                            |
| 44  |          | Pecorino di Farindola                                                                           | Formaggi                                                                                            |
| 45  |          | Pecorino marcetto, cacio marcetto                                                               | Formaggi                                                                                            |
| 46  |          | Scamorza abruzzese                                                                              | Formaggi                                                                                            |
| 47  |          | Olio agrumato, olio agli agrumi, agrumolio                                                      | Grassi (burro, margarina, oli)                                                                      |
| 48  |          | Olio extra vergine di oliva delle Valli Aquilane                                                | Grassi (burro, margarina, oli)                                                                      |
| 49  |          | Aglio rosso di Sulmona                                                                          | Prodotti vegetali allo stato naturale o trasformati                                                 |
| 50  |          | Agrumi della Costa dei Trabocchi                                                                | Prodotti vegetali allo stato naturale o trasformati                                                 |
| 51  |          | Carciofo del vastese                                                                            | Prodotti vegetali allo stato naturale o trasformati                                                 |
| 52  |          | Castagna Roscetta della valle Roveto                                                            | Prodotti vegetali allo stato naturale o trasformati                                                 |
| 53  |          | Cece di Navelli                                                                                 | Prodotti vegetali allo stato naturale o trasformati                                                 |
| 54  |          | Ciliegia di Giuliano Teatino e Raiano                                                           | Prodotti vegetali allo stato naturale o trasformati                                                 |
| 55  |          | Cipolla bianca di Fara Filiorum Petri                                                           | Prodotti vegetali allo stato naturale o trasformati                                                 |
| 56  |          | Conserve di pomodoro (polpa e pezzetti di pomodoro)                                             | Prodotti vegetali allo stato naturale o trasformati                                                 |
| 57  |          | Cotognata e marmellata di mela cotogna                                                          | Prodotti vegetali allo stato naturale o trasformati                                                 |
| 58  |          | Fagioli a olio                                                                                  | Prodotti vegetali allo stato naturale o trasformati                                                 |
| 59  |          | Fagioli a pane                                                                                  | Prodotti vegetali allo stato naturale o trasformati                                                 |
| 60  |          | Farro d'Abruzzo                                                                                 | Prodotti vegetali allo stato naturale o trasformati                                                 |
| 61  |          | Lenticchia di Santo Stefano di Sessanio                                                         | Prodotti vegetali allo stato naturale o trasformati                                                 |
| 62  |          | Libretto di fichi secchi                                                                        | Prodotti vegetali allo stato naturale o trasformati                                                 |
| 63  |          | Mandorla di Navelli, L'mmall                                                                    | Prodotti vegetali allo stato naturale o trasformati                                                 |
| 64  |          | Marmellata d'uva scrucchiata                                                                    | Prodotti vegetali allo stato naturale o trasformati                                                 |
| 65  |          | Marrone di Valle Castellana                                                                     | Prodotti vegetali allo stato naturale o trasformati                                                 |
| 66  |          | Mela della valle del Giovenco                                                                   | Prodotti vegetali allo stato naturale o trasformati                                                 |
| 67  |          | Olive intosso, olive n'dosse, olive in salamoia                                                 | Prodotti vegetali allo stato naturale o trasformati                                                 |
| 68  |          | Patata di montagna del Medio Sangro, Patata montagnola                                          | Prodotti vegetali allo stato naturale o trasformati                                                 |
| 69  |          | Patata turchesa, Turca, Turchesca, Viola                                                        | Prodotti vegetali allo stato naturale o trasformati                                                 |
| 70  |          | Patata degli Altipiani d'Abruzzo                                                                | Prodotti vegetali allo stato naturale o trasformati                                                 |
| 71  |          | Peperoncino secco piccante, Diavoletto d'Abruzzo, diavolicchio, lazzaretto, lu piccant, l'amaro | Prodotti vegetali allo stato naturale o trasformati                                                 |
| 72  |          | Peperone rosso di Altino                                                                        | Prodotti vegetali allo stato naturale o trasformati                                                 |
| 73  |          | Peperone secco dolce, saracone, bastardone, farfullone                                          | Prodotti vegetali allo stato naturale o trasformati                                                 |
| 74  |          | Pomodoro a pera o Pomodoro cuore di bue                                                         | Prodotti vegetali allo stato naturale o trasformati                                                 |
| 75  |          | Grano Solina                                                                                    | Prodotti vegetali allo stato naturale o trasformati                                                 |
| 76  |          | Tartufo d'Abruzzo                                                                               | Prodotti vegetali allo stato naturale o trasformati                                                 |
| 77  |          | Tondino del Tavo, Fagiolo di Loreto Aprutino                                                    | Prodotti vegetali allo stato naturale o trasformati                                                 |
| 78  |          | Uva di Tollo e Ortona                                                                           | Prodotti vegetali allo stato naturale o trasformati                                                 |
| 79  |          | Bocconotti di Castel Frentano                                                                   | Paste fresche e prodotti della panetteria, della biscotteria, della pasticceria e della confetteria |
| 80  |          | Cagionetti, calgionetti, caggiunitt', caggionetti                                               | Paste fresche e prodotti della panetteria, della biscotteria, della pasticceria e della confetteria |
| 81  |          | Cicerchiata                                                                                     | Paste fresche e prodotti della panetteria, della biscotteria, della pasticceria e della confetteria |
| 82  |          | Confetto di Sulmona                                                                             | Paste fresche e prodotti della panetteria, della biscotteria, della pasticceria e della confetteria |
| 83  |          | Croccante di mandorle, croccante di natale                                                      | Paste fresche e prodotti della panetteria, della biscotteria, della pasticceria e della confetteria |
| 84  |          | Cumbriziun', Le Sbattute                                                                        | Paste fresche e prodotti della panetteria, della biscotteria, della pasticceria e della confetteria |
| 85  |          | Fiadone dolce di Gessopalena                                                                    | Paste fresche e prodotti della panetteria, della biscotteria, della pasticceria e della confetteria |
| 86  |          | Fiadone salato                                                                                  | Paste fresche e prodotti della panetteria, della biscotteria, della pasticceria e della confetteria |
| 87  |          | La Svivitella                                                                                   | Paste fresche e prodotti della panetteria, della biscotteria, della pasticceria e della confetteria |
| 88  |          | Lingue di suocera                                                                               | Paste fresche e prodotti della panetteria, della biscotteria, della pasticceria e della confetteria |
| 89  |          | Maccheroni alla chitarra                                                                        | Paste fresche e prodotti della panetteria, della biscotteria, della pasticceria e della confetteria |
| 90  |          | Maccheroni alla molinara, alla mugnaia                                                          | Paste fresche e prodotti della panetteria, della biscotteria, della pasticceria e della confetteria |
| 91  |          | Maccheroni con le ceppe                                                                         | Paste fresche e prodotti della panetteria, della biscotteria, della pasticceria e della confetteria |
| 92  |          | Nevola                                                                                          | Paste fresche e prodotti della panetteria, della biscotteria, della pasticceria e della confetteria |
| 93  |          | Ndurciullune                                                                                    | Paste fresche e prodotti della panetteria, della biscotteria, della pasticceria e della confetteria |
| 94  |          | Pagnotte da forno di Sant'Agata                                                                 | Paste fresche e prodotti della panetteria, della biscotteria, della pasticceria e della confetteria |
| 95  |          | Pane Cappelli                                                                                   | Paste fresche e prodotti della panetteria, della biscotteria, della pasticceria e della confetteria |
| 96  |          | Pane casareccio aquilano                                                                        | Paste fresche e prodotti della panetteria, della biscotteria, della pasticceria e della confetteria |
| 97  |          | Pane con le patate                                                                              | Paste fresche e prodotti della panetteria, della biscotteria, della pasticceria e della confetteria |
| 98  |          | Pane di Solina, pagnotte di Solina                                                              | Paste fresche e prodotti della panetteria, della biscotteria, della pasticceria e della confetteria |
| 99  |          | Pane nobile di Guardiagrele                                                                     | Paste fresche e prodotti della panetteria, della biscotteria, della pasticceria e della confetteria |
| 100 |          | Parrozzo                                                                                        | Paste fresche e prodotti della panetteria, della biscotteria, della pasticceria e della confetteria |
| 101 |          | Pasticci di Rapino                                                                              | Paste fresche e prodotti della panetteria, della biscotteria, della pasticceria e della confetteria |
| 102 |          | Pepatelli                                                                                       | Paste fresche e prodotti della panetteria, della biscotteria, della pasticceria e della confetteria |
| 103 |          | Pizza con le sfrigole, Zuffricul                                                                | Paste fresche e prodotti della panetteria, della biscotteria, della pasticceria e della confetteria |
| 104 |          | Pizza di crema e ricotta                                                                        | Paste fresche e prodotti della panetteria, della biscotteria, della pasticceria e della confetteria |
| 105 |          | Pizza di Pasqua                                                                                 | Paste fresche e prodotti della panetteria, della biscotteria, della pasticceria e della confetteria |
| 106 |          | Pizza di ricotta                                                                                | Paste fresche e prodotti della panetteria, della biscotteria, della pasticceria e della confetteria |
| 107 |          | Pizza dolce tradizionale                                                                        | Paste fresche e prodotti della panetteria, della biscotteria, della pasticceria e della confetteria |
| 108 |          | Pizza rustica dolce                                                                             | Paste fresche e prodotti della panetteria, della biscotteria, della pasticceria e della confetteria |
| 109 |          | Pizza rustica salata                                                                            | Paste fresche e prodotti della panetteria, della biscotteria, della pasticceria e della confetteria |
| 110 |          | Pizza scime, pizza scive, pizza ascima, pizza azzima                                            | Paste fresche e prodotti della panetteria, della biscotteria, della pasticceria e della confetteria |
| 111 |          | Ferratelle                                                                                      | Paste fresche e prodotti della panetteria, della biscotteria, della pasticceria e della confetteria |
| 112 |          | Ravioli dolci di ricotta                                                                        | Paste fresche e prodotti della panetteria, della biscotteria, della pasticceria e della confetteria |
| 113 |          | Rimpizza                                                                                        | Paste fresche e prodotti della panetteria, della biscotteria, della pasticceria e della confetteria |
| 114 |          | Sagne a pezze, tacconelle                                                                       | Paste fresche e prodotti della panetteria, della biscotteria, della pasticceria e della confetteria |
| 115 |          | Sassi d'Abruzzo, mandorle atterrate                                                             | Paste fresche e prodotti della panetteria, della biscotteria, della pasticceria e della confetteria |
| 116 |          | Scrippelle, scrippelle teramane                                                                 | Paste fresche e prodotti della panetteria, della biscotteria, della pasticceria e della confetteria |
| 117 |          | Serpentone, lu serpentone                                                                       | Paste fresche e prodotti della panetteria, della biscotteria, della pasticceria e della confetteria |
| 118 |          | Sfogliatella di lama, sfuiatell                                                                 | Paste fresche e prodotti della panetteria, della biscotteria, della pasticceria e della confetteria |
| 119 |          | Sgaiozzi                                                                                        | Paste fresche e prodotti della panetteria, della biscotteria, della pasticceria e della confetteria |
| 120 |          | Sise delle monache di Guardiagrele, Tre monti                                                   | Paste fresche e prodotti della panetteria, della biscotteria, della pasticceria e della confetteria |
| 121 |          | Spumini                                                                                         | Paste fresche e prodotti della panetteria, della biscotteria, della pasticceria e della confetteria |
| 122 |          | Supposte, pensieri del poeta, banane, Celli di prevete                                          | Paste fresche e prodotti della panetteria, della biscotteria, della pasticceria e della confetteria |
| 123 |          | Torcinelli, turcinil                                                                            | Paste fresche e prodotti della panetteria, della biscotteria, della pasticceria e della confetteria |
| 124 |          | Torrone di Guardiagrele                                                                         | Paste fresche e prodotti della panetteria, della biscotteria, della pasticceria e della confetteria |
| 125 |          | Torrone tenero al cioccolato aquilano                                                           | Paste fresche e prodotti della panetteria, della biscotteria, della pasticceria e della confetteria |
| 126 |          | Torrone tenero al cioccolato di Sulmona                                                         | Paste fresche e prodotti della panetteria, della biscotteria, della pasticceria e della confetteria |
| 127 |          | Uccelletti, lì cellit, celli pieni                                                              | Paste fresche e prodotti della panetteria, della biscotteria, della pasticceria e della confetteria |
| 128 |          | Zeppola                                                                                         | Paste fresche e prodotti della panetteria, della biscotteria, della pasticceria e della confetteria |
| 129 |          | Il Coatto, Lu Cuatte                                                                            | Prodotti della gastronomia                                                                          |
| 130 |          | La coratella d'agnello                                                                          | Prodotti della gastronomia                                                                          |
| 131 |          | La fracchiata                                                                                   | Prodotti della gastronomia                                                                          |
| 132 |          | La Tjella, ciambotta                                                                            | Prodotti della gastronomia                                                                          |
| 133 |          | Le Corde de Chiochie                                                                            | Prodotti della gastronomia                                                                          |
| 134 |          | Virtù teramane                                                                                  | Prodotti della gastronomia                                                                          |
| 135 |          | Mazzarelle alla teramana                                                                        | Prodotti della gastronomia                                                                          |
| 136 |          | Ndocca 'ndocca                                                                                  | Prodotti della gastronomia                                                                          |
| 137 |          | Ngrecciata                                                                                      | Prodotti della gastronomia                                                                          |
| 138 |          | Pallotte cacio e ova                                                                            | Prodotti della gastronomia                                                                          |
| 139 |          | Pasta fatta in casa al ragù di papera                                                           | Prodotti della gastronomia                                                                          |
| 140 |          | Pecora alla callara, pecora alla cottora, pecora al caldaro                                     | Prodotti della gastronomia                                                                          |
| 141 |          | Pizz'e e ffo'je                                                                                 | Prodotti della gastronomia                                                                          |
| 142 |          | Sagne a pezze e cicerchie                                                                       | Prodotti della gastronomia                                                                          |
| 143 |          | Taijarille fasciule e coteche                                                                   | Prodotti della gastronomia                                                                          |
| 144 |          | Trippa alla pennese                                                                             | Prodotti della gastronomia                                                                          |
| 145 |          | Trippa teramana                                                                                 | Prodotti della gastronomia                                                                          |
| 146 |          | Scapece alla vastese                                                                            | Preparazioni di pesci, molluschi e crostacei e tecniche particolari di allevamento degli stessi     |
| 147 |          | Lattacciolo, latteruolo, latteruola                                                             | Prodotti di origine animale (miele, prodotti lattiero caseari di vario tipo escluso il burro)       |
| 148 |          | Miele d'Abruzzo, millefiori, sulla, lupinelle, girasole, santoreggia, acacia                    | Prodotti di origine animale (miele, prodotti lattiero caseari di vario tipo escluso il burro)       |
| 149 |          | Ricotta ovina di Arischia                                                                       | Prodotti di origine animale (miele, prodotti lattiero caseari di vario tipo escluso il burro)       |
| 150 |          | Ricotta salata abruzzese                                                                        | Prodotti di origine animale (miele, prodotti lattiero caseari di vario tipo escluso il burro)       |